# Puchar Dalekowschodni w narciarstwie alpejskim mężczyzn 2023/2024
Puchar Dalekowschodni w narciarstwie alpejskim mężczyzn w sezonie 2023/2024 – zawody rozgrywane pod patronatem Międzynarodowej Federacji Narciarskiej (FIS). Pierwsze zawody tej edycji odbyły się 5 grudnia 2023 r. w chińskim ośrodku Wanlong Ski Resort, natomiast ostatnie zawody sezonu zostały rozegrane 29 lutego 2024 r. w japońskim ośrodku narciarskim Sugadaira Kōgen.
Triumfu w klasyfikacji generalnej z poprzedniego sezonu bronił Japończyk Seigo Katō. Tym razem najlepszy okazał się jego rodak Ryoma Katayama.

## Podium zawodów
| Lp. | Data             | Miejscowość        | Konkurencja | 1. miejsce      | 2. miejsce                       | 3. miejsce      |
| --- | ---------------- | ------------------ | ----------- | --------------- | -------------------------------- | --------------- |
| 1.  | 5 grudnia 2023   | Wanlong Ski Resort | Gigant      | Jung Dong-hyun  | Shintaro Sato                    | Ryoma Katayama  |
| 2.  | 6 grudnia 2023   | Wanlong Ski Resort | Gigant      | Jung Dong-hyun  | Takashi Shioiri                  | Shintaro Sato   |
| 3.  | 7 grudnia 2023   | Wanlong Ski Resort | Slalom      | Jung Dong-hyun  | Park Je-yun                      | Takayuki Koyama |
| 4.  | 8 grudnia 2023   | Wanlong Ski Resort | Slalom      | Jung Dong-hyun  | Akira Sasaki                     | Taiga Mikami    |
| 5.  | 7 stycznia 2024  | Yanqing            | Zjazd       | Xu Mingfu       | Jinro Kirikubo                   | Yusaku Naoe     |
| 6.  | 8 stycznia 2024  | Yanqing            | Zjazd       | Xu Mingfu       | Ryoma Katayama                   | Jinro Kirikubo  |
| 7.  | 10 stycznia 2024 | Yanqing            | Supergigant | Yusaku Naoe     | Ryoma Katayama                   | Jinro Kirikubo  |
| 8.  | 11 stycznia 2024 | Yanqing            | Supergigant | Jinro Kirikubo  | Ryoma Katayama                   | Zhang Yangming  |
| 9.  | 1 lutego 2024    | Yongpyong Resort   | Slalom      | Takayuki Koyama | Park Je-yun                      | Shiro Aihara    |
| 10. | 2 lutego 2024    | Yongpyong Resort   | Slalom      | Michał Jasiczek | Jędrzej Jasiczek                 | Takayuki Koyama |
|     | 5 lutego 2024    | Yongpyong Resort   | Gigant      | Odwołano        | Odwołano                         | Odwołano        |
|     | 6 lutego 2024    | Yongpyong Resort   | Gigant      | Odwołano        | Odwołano                         | Odwołano        |
| 11. | 7 lutego 2024    | Yongpyong Resort   | Slalom      | Takayuki Koyama | Piotr Habdas                     | Park Je-yun     |
| 12. | 8 lutego 2024    | Yongpyong Resort   | Slalom      | Piotr Habdas    | Michał Jasiczek Jędrzej Jasiczek | —               |
|     | 27 lutego 2024   | Sugadaira Kōgen    | Gigant      | Odwołano        | Odwołano                         | Odwołano        |
| 13. | 28 lutego 2024   | Sugadaira Kōgen    | Gigant      | Ralph Seidler   | Shintaro Sato                    | Kei Koyama      |
| 14. | 29 lutego 2024   | Sugadaira Kōgen    | Slalom      | Yohei Koyama    | Ralph Seidler                    | Lucas Rohrmoser |
| 15. | 29 lutego 2024   | Sugadaira Kōgen    | Slalom      | Yohei Koyama    | Takayuki Koyama                  | Ralph Seidler   |

## Wyniki reprezentantów Polski

### Gigant
| Zawodnik | Wanlong Ski Resort 05.12 | Wanlong Ski Resort 06.12 | Sugadaira Kōgen 28.02 |
| --- | ------------------------ | ------------------------ | --------------------- |
| Piotr Habdas | 9                        | 5                        | dnf1                  |
| 1-3 4-30 poniżej 30 dnf – Zawodnik nie ukończył przejazdu dns – Zawodnik nie wystartował dsq – Zawodnik został zdyskwalifikowany 1/2 – Zawodnik nie wystartował, nie ukończył lub został zdyskwalifikowany w 1./2. przejeździe |                          |                          |                       |

### Slalom
| Zawodnik | Wanlong Ski Resort 07.12 | Wanlong Ski Resort 08.12 | Yongpyong Resort 01.02 | Yongpyong Resort 02.02 | Yongpyong Resort 07.02 | Yongpyong Resort 08.02 | Sugadaira Kōgen 29.02 | Sugadaira Kōgen 29.02 |
| --- | ------------------------ | ------------------------ | ---------------------- | ---------------------- | ---------------------- | ---------------------- | --------------------- | --------------------- |
| Piotr Habdas | 31                       | 9                        | 8                      | dnf2                   | 2                      | 1                      | 9                     | dnf2                  |
| Jędrzej Jasiczek | 7                        | 12                       | dnf1                   | 2                      | 4                      | 2                      | 18                    | dnf2                  |
| Michał Jasiczek | dnf2                     | 5                        | dnf2                   | 1                      | dsq1                   | 2                      | 4                     | 6                     |
| 1-3 4-30 poniżej 30 dnf – Zawodnik nie ukończył przejazdu dns – Zawodnik nie wystartował dsq – Zawodnik został zdyskwalifikowany 1/2 – Zawodnik nie wystartował, nie ukończył lub został zdyskwalifikowany w 1./2. przejeździe |                          |                          |                        |                        |                        |                        |                       |                       |

## Klasyfikacje
| Lp. | Zawodnik        | Punkty |
| --- | --------------- | ------ |
| 1.  | Ryoma Katayama  | 539    |
| 2.  | Jinro Kirikubo  | 534    |
| 3.  | Ryuma Sato      | 508    |
| 4.  | Jung Dong-hyun  | 400    |
| 4.  | Takayuki Koyama | 400    |
| 6.  | Park Je-yun     | 390    |
| 7.  | Piotr Habdas    | 344    |
| 8.  | Takashi Shioiri | 335    |
| 9.  | Michał Jasiczek | 315    |
| 10. | Shintaro Sato   | 306    |

| Lp. | Zawodnik         | Punkty |
| --- | ---------------- | ------ |
| 1.  | Xu Mingfu        | 200    |
| 2.  | Jinro Kirikubo   | 140    |
| 3.  | Ryoma Katayama   | 112    |
| 4.  | Yusaku Naoe      | 96     |
| 5.  | Zhang Yangming   | 90     |
| 6.  | Ryuma Sato       | 90     |
| 7.  | Jiang Han        | 76     |
| 8.  | Akezhuoli Mulati | 58     |
| 9.  | Liu Xiaochen     | 54     |
| 10. | Gao Qun          | 50     |

| Lp. | Zawodnik       | Punkty |
| --- | -------------- | ------ |
| 1.  | Jinro Kirikubo | 160    |
| 2.  | Ryoma Katayama | 160    |
| 3.  | Yusaku Naoe    | 150    |
| 4.  | Zhang Yangming | 100    |
| 5.  | Jiang Han      | 82     |
| 6.  | Ryuma Sato     | 81     |
| 7.  | Liu Xiaochen   | 76     |
| 8.  | Gao Qun        | 61     |
| 9.  | Zhu Yanan      | 55     |
| 10. | Sun Xinmiao    | 50     |

| Lp. | Zawodnik         | Punkty |
| --- | ---------------- | ------ |
| 1.  | Shintaro Sato    | 220    |
| 2.  | Jung Dong-hyun   | 200    |
| 3.  | Ryoma Katayama   | 150    |
| 4.  | Takashi Shioiri  | 146    |
| 5.  | Hayata Wakatsuki | 136    |
| 6.  | Kei Koyama       | 102    |
| 7.  | Ralph Seidler    | 100    |
| 8.  | Taiga Tomii      | 92     |
| 9.  | Jinro Kirikubo   | 87     |
| 10. | Piotr Habdas     | 74     |

| Lp. | Zawodnik         | Punkty |
| --- | ---------------- | ------ |
| 1.  | Takayuki Koyama  | 400    |
| 2.  | Park Je-yun      | 374    |
| 3.  | Michał Jasiczek  | 315    |
| 4.  | Jędrzej Jasiczek | 281    |
| 5.  | Akira Sasaki     | 271    |
| 6.  | Piotr Habdas     | 270    |
| 6.  | Ryuma Sato       | 270    |
| 8.  | Jung Dong-hyun   | 200    |
| 8.  | Yohei Koyama     | 200    |
| 10. | Takashi Shioiri  | 189    |